# سد قیوقی
سد قیوقی (به لاتین: Qiaoqi Dam) یک سد در چین است که در Baoxing County, Ya'an, Sichuan واقع شده‌است.